# Saloebanga
Saloebanga is een dorp in het district Sipaliwini in Suriname. Het ligt aan de Boven-Surinamerivier en is vastgegroeid aan Kaajapatie (stroomafwaarts). Stroomopwaarts ligt het dorp Jawjaw.
In de tweede helft van de jaren 2010 werd in onder meer Saloebanga een pilotproject gestart om de teelt van rijst in het gebied te verbeteren. De methode werd samen met de Stichting Ecosysteem 2000 ontwikkeld.
Abenaston · Adawai · Akisiaman · Akwaukondre · Amakakondre · Asenbaso · Asidonhopo · Atjoni · Aurora · Begoeba · Begoon · Bekiokondre · Bendikwai · Bendiwata · Biudoematoe  · Bofokoele · Botopasi · Dan · Dangogo · Daume · Debikè · Deboo · Djemongo · Djoemoe · Duwatra · Foetoenakaba · Gingiston · Goddo · Godowatra · Goejaba · Gran Slee · Grantatai · Gunsi · Heikoenoenoe · Jawjaw · Kaajapati · Kajana · Kambaloea · Kampoe · Koonoo · Kuututen · Ladouanie · Lespansi · Ligorio · Malobi · Malroseekondre · Masiakriki · Moitori · Nazaleti · Nieuw-Aurora · Padalafanti · Pambo Oko · Pikin Slee · Pingpe · Pokigron · Saloebanga · Semoisi · Soolan · Stonhoekoe · Tjaikondre · Toemaripa · Toetoeboeka